# Nowhere Fast
"Nowhere Fast" é uma canção gravada pelo rapper americano Eminem, apresentando vocais da cantora norte-americana Kehlani. Foi escrito por Eminem, Tim James, Mark Batson, Thomas Armato Sturges e Antonina Armato, com produção dirigida por Hit-Boy e Rock Mafia. A canção foi enviada para as rádios em 27 de março de 2018, como o terceiro single do nono álbum de estúdio de Eminem, Revival (2017). Uma versão estendida foi lançada em 17 de março de 2018.

## Performances ao vivo
Em 11 de março de 2018, os artistas apresentaram a versão estendida da canção ao vivo no iHeartRadio Music Awards de 2018. A performance gira em torno do tema da violência armada, apresentando um novo verso de Eminem no começo, que foi inspirado no rescaldo do massacre na Stoneman Douglas High School. Alex Moscou, um sobrevivente do tiroteio, apresentou a performance com um discurso: "Estamos cansados de ouvir políticos enviarem seus pensamentos e orações para nós, e não fazer nada para fazer as mudanças necessárias para evitar essa tragédia. Se os eleitos para representar não fizerem o que é certo para nos manter seguros, vamos ser muito altos para eles ignorarem."

## Faixas e formatos
| Download digital – versão estendida |                                                             |         |  |
| N.º                                 | Título                                                      | Duração |  |
| 1.                                  | "Nowhere Fast" (participação de Kehlani) (versão estendida) | 4:38    |  |

## Desempenho nas tabelas musicais
| Tabelas musicais (2017–18)                            | Melhor posição |
| ----------------------------------------------------- | -------------- |
| Alemanha (Offizielle Deutsche Charts)                 | 98             |
| Austrália (ARIA)                                      | 76             |
| Canadá (Canadian Hot 100)                             | 81             |
| Estados Unidos (Bubbling Under Hot R&B/Hip-Hop Songs) | 9              |
| Irlanda (IRMA)                                        | 59             |
| Suécia (Sverigetopplistan)                            | 96             |

## Histórico de lançamento
| Região         | Data                | Formato                     | Versão    | Gravadora                  | Ref.   |
| -------------- | ------------------- | --------------------------- | --------- | -------------------------- | ------ |
| Vários         | 17 de março de 2018 | Download digital            | Estendido | Aftermath Shady Interscope | [ 7 ]  |
| Estados Unidos | 27 de março de 2018 | Contemporary hit radio      | Estendido | Shady Interscope           | [ 14 ] |
| Estados Unidos | 27 de março de 2018 | Rhythmic contemporary radio | Estendido | Shady Interscope           | [ 15 ] |